# Décès en août 2014
Décès
- 2010
- 2011
- 2012
- 2013
- 2014
- 2015
- 2016
- 2017
- 2018

Pour une information complémentaire, voir la page d'aide.

| Date     | Nom                                      | Activités | Âge | Source |
| -------- | ---------------------------------------- | --- | --- | ------ |
| 1er août | Valentin Belkevich                       | Footballeur puis entraîneur biélorusse.                                                                                   | 41  | (ru)   |
| 1er août | János Bencze                             | Basketteur hongrois. | 79  | (en)   |
| 1er août | Souleymane Koly                          | Producteur, réalisateur, metteur en scène, scénariste, chorégraphe, musicien et pédagogue guinéo-ivoirien.                | 69  |        |
| 1er août | Saeed Saleh                              | Acteur égyptien. | 76  | (en)   |
| 2 août   | Luciano Borgognoni                       | Coureur cycliste italien.                                                                                                 | 62  | (it)   |
| 2 août   | Pierre Gonzalez de Gaspard               | Avocat français. | 86  |        |
| 2 août   | Billie Letts                             | Romancière américaine. | 76  | (en)   |
| 2 août   | Hans-Henrik Ley                          | Compositeur et parolier danois.                                                                                           | 90  | (da)   |
| 2 août   | Jacques Merlet                           | Producteur de radio français.                                                                                             | 82  |        |
| 2 août   | Barbara Prammer                          | Femme politique autrichienne.                                                                                             | 60  | (de)   |
| 2 août   | Olga Voronets                            | Chanteuse russe. | 88  | (ru)   |
| 2 août   | Pete van Wieren                          | Commentateur sportif américain.                                                                                           | 69  | (en)   |
| 3 août   | Edward Bede Clancy                       | Cardinal australien. | 90  | (en)   |
| 3 août   | Kenny Drew junior                        | Pianiste américain de jazz.                                                                                               | 56  | (en)   |
| 3 août   | Christian Frémont                        | Haut fonctionnaire français.                                                                                              | 72  |        |
| 3 août   | Yvette Giraud                            | Chanteuse française. | 97  |        |
| 3 août   | Dorothy Salisbury Davis                  | Femme de lettres américaine, spécialisée dans les romans policiers.                                                       | 98  | (en)   |
| 3 août   | François Schirm                          | Militant du Front de libération du Québec.                                                                                | 82  |        |
| 4 août   | Josette Boulva                           | Comédienne et dramaturge française.                                                                                       | 87  |        |
| 4 août   | James Brady                              | Homme politique américain.                                                                                                | 73  |        |
| 4 août   | Walter Massey                            | Acteur canadien. | 85  | (en)   |
| 4 août   | Rafael Santa Cruz                        | Musicien péruvien. | 53  |        |
| 5 août   | Dmitri Anossov                           | Mathématicien soviétique, russe.                                                                                          | 77  | (ru)   |
| 5 août   | Marilyn Burns                            | Actrice américaine. | 64  | (en)   |
| 5 août   | Guy Fontanet                             | Homme politique suisse.                                                                                                   | 87  |        |
| 5 août   | Khalil Morsi                             | Acteur égyptien. | 67  |        |
| 5 août   | Angéla Németh                            | Athlète hongroise, championne aux Jeux olympiques d'été de 1968.                                                          | 68  |        |
| 6 août   | Imre Bajor                               | Acteur hongrois. | 57  | (hu)   |
| 6 août   | Norman Lane                              | Céiste canadien, médaillé de bronze aux Jeux olympiques d'été de 1948.                                                    | 94  | (en)   |
| 6 août   | Jacqueline Staup                         | Comédienne française. | 82  |        |
| 7 août   | Claude Bertrand                          | Neurologue canadien. | 97  | (en)   |
| 7 août   | Cristina Deutekom                        | Soprano néerlandaise. | 82  | (nl)   |
| 7 août   | Luis Suárez                              | Footballeur international péruvien.                                                                                       | 88  |        |
| 8 août   | Jean-Marie Charles-Roux                  | Prêtre rosminien français.                                                                                                | 99  | (en)   |
| 8 août   | Menahem Golan                            | Réalisateur israélien. | 85  |        |
| 8 août   | Raymond Matzen                           | Universitaire, poète et parolier français.                                                                                | 92  |        |
| 8 août   | Danny Murphy                             | Acteur américain. | 58  | (en)   |
| 8 août   | Peter Sculthorpe                         | Musicien australien. | 85  | (en)   |
| 9 août   | Raymond Berthillon                       | Glacier français, fondateur de la maison Berthillon.                                                                      | 90  |        |
| 9 août   | Michael Brown                            | Afro-Américain abattu par la police de Ferguson (Missouri).                                                               | 18  | (en)   |
| 9 août   | Jerome Ehlers                            | Acteur australien. | 55  | (en)   |
| 9 août   | J. E. Freeman                            | Acteur américain. | 68  | (en)   |
| 9 août   | Charles Keating                          | Acteur britannique. | 72  | (en)   |
| 9 août   | Ed Nelson                                | Acteur américain. | 85  | (en)   |
| 10 août  | Constantin Alexandru                     | Lutteur roumain, médaillé d'argent aux Jeux olympiques d'été de 1980.                                                     | 60  | (ro)   |
| 10 août  | Nicolas Feuillatte                       | Magnat français du Centre vinicole - Champagne Nicolas Feuillatte (CV-CNF).                                               | 88  |        |
| 10 août  | Frédéric Metz                            | Designer québécois. | 70  |        |
| 10 août  | Jacques Wolfsohn                         | Éditeur de musique français.                                                                                              | 87  |        |
| 11 août  | Sid Ali Amar                             | Footballeur international algérien.                                                                                       | 70  |        |
| 11 août  | Jean-Jacques Avenel                      | Contrebassiste français de jazz.                                                                                          | 66  |        |
| 11 août  | Vladimir Beara                           | Footballeur yougoslave, médaillé d'argent aux Jeux olympiques d'été de 1952.                                              | 85  |        |
| 11 août  | Raymond Gravel                           | Prêtre catholique et homme politique québécois.                                                                           | 61  |        |
| 11 août  | Samuel Hall                              | Plongeur américain, médaillé d'argent aux Jeux olympiques d'été de 1960.                                                  | 77  | (en)   |
| 11 août  | Pierre Ryckmans                          | Écrivain et sinologue belge.                                                                                              | 78  |        |
| 11 août  | Franca Tamantini                         | Actrice et chanteuse italienne.                                                                                           | 82  | (en)   |
| 11 août  | Robin Williams                           | Acteur, humoriste et producteur américain.                                                                                | 63  |        |
| 12 août  | Lauren Bacall                            | Actrice américaine. | 89  |        |
| 12 août  | Joachim Bony                             | Universitaire et homme politique ivoirien.                                                                                | 87  |        |
| 12 août  | Jean Favier                              | Historien médiéviste français.                                                                                            | 82  |        |
| 12 août  | Abel Laudonio                            | Boxeur argentin, médaillé de bronze aux Jeux olympiques d'été de 1960.                                                    | 75  | (en)   |
| 12 août  | Lida Moser                               | Photographe américaine.                                                                                                   | 94  |        |
| 12 août  | Nicoletta Francovich Onesti              | philologue italienne. | 71  |        |
| 12 août  | Kazimierz Trampisz                       | Footballeur polonais. | 85  | (pl)   |
| 13 août  | Frans Brüggen                            | Flûtiste à bec et chef d'orchestre néerlandais.                                                                           | 79  |        |
| 13 août  | Eduardo Campos                           | Homme politique brésilien.                                                                                                | 49  |        |
| 13 août  | Columba Domínguez                        | Actrice mexicaine. | 85  | (en)   |
| 13 août  | Jean-Paul Emonds-Alt                     | Designer belge. | 86  |        |
| 13 août  | Martino Finotto                          | Pilote automobile italien.                                                                                                | 80  | (en)   |
| 13 août  | Jacques Larché                           | Homme politique français.                                                                                                 | 94  |        |
| 13 août  | James J. Schiro                          | Homme d'affaires américaine.                                                                                              | 68  | (en)   |
| 13 août  | Süleyman Seba                            | Footballeur turc. | 88  | (en)   |
| 13 août  | Kurt Tschenscher                         | Arbitre allemand de football.                                                                                             | 85  | (de)   |
| 13 août  | Pedro Valadares                          | Homme politique brésilien.                                                                                                | 48  | (pt)   |
| 14 août  | Émile Capgras                            | Homme politique français.                                                                                                 | 88  |        |
| 14 août  | Géza Gulyás                              | Footballeur hongrois. | 83  | (hu)   |
| 14 août  | George V. Hansen                         | Homme politique américain.                                                                                                | 83  | (en)   |
| 14 août  | Jeremiah Healy                           | Écrivain américain. | 66  | (en)   |
| 14 août  | Stephen Lee                              | Acteur américain. | 58  | (en)   |
| 14 août  | Frank Udvari                             | Arbitre canadien de hockey sur glace.                                                                                     | 90  | (en)   |
| 15 août  | Jay Adams                                | Planchiste américain. | 53  |        |
| 15 août  | Licia Albanese                           | Soprano italo-américaine.                                                                                                 | 105 |        |
| 15 août  | Jan Ekier                                | Compositeur et pianiste polonais.                                                                                         | 100 | (en)   |
| 15 août  | Jacques Marlaud                          | Journaliste et essayiste français.                                                                                        | 69  |        |
| 15 août  | Ferdinando Riva                          | Footballeur suisse. | 84  | (it)   |
| 16 août  | Dragoljub Čirić                          | Joueur d'échecs yougoslave.                                                                                               | 78  | (en)   |
| 16 août  | Ménie Grégoire                           | Femme de lettres et animatrice de radio française.                                                                        | 95  |        |
| 16 août  | Peter Scholl-Latour                      | Journaliste et écrivain allemand.                                                                                         | 90  |        |
| 17 août  | Lucie Dolan-Chagnon                      | Philanthrope québécoise (Fondation Lucie et André Chagnon).                                                               | 84  |        |
| 17 août  | Ger van Elk                              | Artiste néerlandais. | 73  | (nl)   |
| 17 août  | Michael A. Hoey                          | Scénariste, producteur de cinéma et écrivain britannique.                                                                 | 79  | (en)   |
| 17 août  | Pierre Lagaillarde                       | Avocat et homme politique français, cofondateur de l'OAS.                                                                 | 83  |        |
| 17 août  | Wolfgang Leonhard                        | Historien et écrivain allemand.                                                                                           | 93  | (en)   |
| 17 août  | Miodrag Pavlović                         | Poète serbe. | 85  | (sr)   |
| 17 août  | Pierre Vassiliu                          | Chanteur français. | 76  |        |
| 18 août  | James Jeffords                           | Homme politique américain.                                                                                                | 80  | (en)   |
| 18 août  | Levente Lengyel                          | Joueur d'échecs hongrois.                                                                                                 | 81  | (hu)   |
| 18 août  | Jean Nicolay                             | Footballeur belge. | 76  |        |
| 18 août  | Don Pardo                                | Acteur américain. | 96  | (en)   |
| 19 août  | Simin Behbahani                          | Poétesse iranienne. | 87  | (fa)   |
| 19 août  | Michel Bongrand                          | Publicitaire français. | 93  |        |
| 19 août  | Richard Dauenhauer                       | Poète, linguiste et traducteur américain.                                                                                 | 72  | (en)   |
| 19 août  | James Foley                              | Journaliste américain. | 40  |        |
| 19 août  | Yves Fortier                             | Géologue canadien. | 100 | (en)   |
| 19 août  | Brian G. Hutton                          | Acteur et réalisateur américain.                                                                                          | 79  | (en)   |
| 19 août  | Saïd Mestiri                             | Médecin, chirurgien et historien tunisien.                                                                                | 95  |        |
| 19 août  | Henry Plée                               | Karatéka français. | 91  |        |
| 19 août  | Samih al-Qâsim                           | Poète palestinien. | 75  |        |
| 19 août  | Momar Thiam                              | Cinéaste sénégalais. | 85  |        |
| 19 août  | Maruxa Vilalta                           | Dramaturge et metteur en scène mexicaine.                                                                                 | 82  | (es)   |
| 20 août  | Aiko Miyawaki                            | Peintre japonaise. | 84  | (en)   |
| 20 août  | Eric Barber                              | Footballeur international irlandais devenu entraineur.                                                                    | 72  | (en)   |
| 20 août  | Maurice Cordier                          | Soldat de la 2e division blindée et prêtre catholique français.                                                           | 93  |        |
| 20 août  | Boris Doubine                            | Sociologue russe et traducteur de littérature anglaise, française, espagnole, portugaise, latino-américaine et polonaise. | 67  | (ru)   |
| 20 août  | Bellur Krishnamachar Sundararaja Iyengar | Maître de pratique du yoga indien.                                                                                        | 95  | (en)   |
| 20 août  | Gert Schaefer                            | Acteur allemand. | 58  | (de)   |
| 20 août  | Edmund Casimir Szoka                     | Cardinal américain, gouverneur de l'État du Vatican (1997-2006).                                                          | 86  | (en)   |
| 21 août  | Robert Hansen                            | Tueur en série américain.                                                                                                 | 75  | (en)   |
| 21 août  | Steven R. Nagel                          | Astronaute américain. | 67  | (en)   |
| 21 août  | Albert Reynolds                          | Homme politique irlandais, Premier ministre (1992-1994).                                                                  | 81  |        |
| 21 août  | Tehua                                    | Chanteuse de musique traditionnelle mexicaine.                                                                            | 71  | (es)   |
| 22 août  | U. R. Ananthamurthy                      | Écrivain indien. | 81  | (en)   |
| 22 août  | André Balthazar                          | Poète et éditeur belge.                                                                                                   | 80  |        |
| 22 août  | Yoland Bresson                           | Économiste français. | 72  |        |
| 22 août  | John Fellows Akers                       | Homme d'affaires américain.                                                                                               | 79  | (en)   |
| 22 août  | Bohumila Grögerová                       | Poétesse et traductrice tchèque.                                                                                          | 93  | (cs)   |
| 22 août  | Emmanuel Kriaras                         | Lexicographe et philologue grec centenaire.                                                                               | 107 | (en)   |
| 22 août  | Roy Andrew Miller                        | Linguiste américain. | 89  | (en)   |
| 22 août  | John Sperling                            | Milliardaire américain.                                                                                                   | 93  | (en)   |
| 22 août  | Jean Sutherland Boggs                    | Historienne canadienne.                                                                                                   | 92  | (en)   |
| 23 août  | Albert Ebossé Bodjongo                   | Footballeur camerounais.                                                                                                  | 24  |        |
| 23 août  | Annefleur Kalvenhaar                     | Cycliste néerlandaise, championne d'Europe 2013 espoirs de cyclo-cross.                                                   | 20  |        |
| 23 août  | Marcel Rigout                            | Homme politique français.                                                                                                 | 86  |        |
| 23 août  | Philippine de Rothschild                 | Personnalité française du monde du vin, propriétaire du Château Mouton Rothschild.                                        | 80  |        |
| 24 août  | Richard Attenborough                     | Acteur, producteur et réalisateur britannique.                                                                            | 90  |        |
| 24 août  | Léonid Stadnik                           | Géant ukrainien. | 44  | (en)   |
| 24 août  | Eduardo White                            | Écrivain mozambicain. | 50  | (pt)   |
| 25 août  | Jean Berger                              | Acteur français. | 96  |        |
| 25 août  | Deodato Borges                           | Journaliste et créateur de bandes dessinées brésilien.                                                                    | 80  |        |
| 25 août  | Erwan Chuberre                           | Romancier français. | 43  |        |
| 25 août  | Toshio Hirata                            | Réalisateur japonais. | 76  |        |
| 25 août  | Alfredo Martini                          | Cycliste sur route italien.                                                                                               | 93  | (it)   |
| 25 août  | Marcel Masse                             | Homme politique canadien québécois.                                                                                       | 78  |        |
| 25 août  | Karl Molitor                             | Skieur alpin suisse, médaillé d'argent et de bronze aux Jeux olympiques d'hiver de 1948.                                  | 94  |        |
| 25 août  | Joseph Wu Shizhen                        | Prélat catholique chinois, archevêque émérite de Nanchang.                                                                | 93  |        |
| 25 août  | Uziah Thompson                           | Percussionniste jamaïcain.                                                                                                | 78  | (en)   |
| 25 août  | Jean-Pierre Vergne                       | Réalisateur français. | 68  |        |
| 26 août  | Christian Bourquin                       | Homme politique français, président du conseil régional du Languedoc-Roussillon.                                          | 59  |        |
| 26 août  | Jean Cosmos                              | Auteur français. | 91  |        |
| 26 août  | Maria Mauban                             | Actrice française. | 90  |        |
| 26 août  | Chūsei Sone                              | Réalisateur japonais. | 76  | (ja)   |
| 27 août  | Jean-François Beltramini                 | Footballeur français. | 66  |        |
| 27 août  | Jacques Friedel                          | Physicien français. | 93  |        |
| 27 août  | Gábor Gabos                              | Pianiste hongrois. | 85  | (hu)   |
| 27 août  | Jean-Paul Lecanu                         | Footballeur français. | 67  |        |
| 27 août  | Herbert R. Lottman                       | Journaliste, historien et biographe américain, spécialiste de l'histoire intellectuelle française.                        | 86  | (en)   |
| 27 août  | Peret                                    | Chanteur, guitariste et compositeur espagnol d'origine gitane.                                                            | 79  | (es)   |
| 27 août  | Valeri Petrov                            | Poète, scénariste et traducteur bulgare.                                                                                  | 94  |        |
| 27 août  | Victor J. Stenger                        | Physicien américain. | 79  | (en)   |
| 27 août  | Frédéric Sylvestre                       | Guitariste et compositeur de jazz français.                                                                               | 61  |        |
| 27 août  | Sandy Wilson                             | Auteur-compositeur britannique.                                                                                           | 90  | (en)   |
| 28 août  | Glenn Cornick                            | Musicien britannique, premier bassiste du groupe Jethro Tull.                                                             | 67  |        |
| 28 août  | Melinda Esterházy                        | Ballerine hongroise. | 94  | (de)   |
| 28 août  | Carlos Alberto Etcheverry                | Footballeur argentin. | 81  | (es)   |
| 28 août  | Bill Kerr                                | Acteur australien. | 92  | (en)   |
| 28 août  | Hans Möhr                                | Cavalier suisse | 96  | (en)   |
| 29 août  | Kurt Bachmann                            | Basketteur philippin. | 78  | (en)   |
| 29 août  | Pierre Brabant                           | Pianiste et compositeur québécois.                                                                                        | 89  |        |
| 29 août  | Brasse Brännström                        | Acteur suédois. | 69  | (sv)   |
| 29 août  | Jean-Pierre Callu                        | Latiniste, historien et numismate français.                                                                               | 84  |        |
| 29 août  | Marie-Louise Girod                       | Organiste française. | 99  |        |
| 29 août  | Rosella Towne                            | Actrice américaine. | 96  | (en)   |
| 29 août  | Marcel Volot                             | Rugbyman français. | 97  |        |
| 29 août  | Björn Waldegård                          | Pilote de rallye suédois.                                                                                                 | 70  |        |
| 30 août  | Bipan Chandra                            | Historien indien. | 86  | (en)   |
| 30 août  | Igor Decraene                            | Cycliste belge, champion du monde contre-la-montre junior 2013.                                                           | 18  |        |
| 30 août  | Frédo Garel                              | Dirigeant et entraîneur sportif français.                                                                                 | 89  |        |
| 30 août  | Philippe Gurdjian                        | Publicitaire français. | 69  |        |
| 30 août  | Mayumi Inaba                             | Femme de lettres et poétesse japonaise.                                                                                   | 64  |        |
| 30 août  | Victoria Mallory                         | Chanteuse et actrice américaine.                                                                                          | 64  | (en)   |
| 30 août  | Andrew V. McLaglen                       | Réalisateur américain. | 94  | (en)   |
| 30 août  | Manuel Pertegaz                          | Couturier espagnol catalan.                                                                                               | 96  |        |
| 30 août  | Ann Zwinger                              | Naturaliste américaine.                                                                                                   | 90  | (en)   |
| 31 août  | Yves Carcelle                            | Homme d'affaires français.                                                                                                | 66  |        |
| 31 août  | Lajos Kiss                               | Kayakiste hongrois, médaillé de bronze aux Jeux olympiques d'été de 1956.                                                 | 80  | (hu)   |
| 31 août  | Viktor Radev                             | Basketteur bulgare. | 77  | (en)   |
| 31 août  | Carol Vadnais                            | Joueur de hockey canadien.                                                                                                | 68  |        |